# Sanvitale

Stemma di Casa Sanvitale

La famiglia Sanvitale ha le sue origini agli inizi del XII secolo (1122), quando Ugo diede il nome alla famiglia, costruendo una torre fortilizia sull'Enza, dedicata a San Vitale. Secondo altri il cognome prenderebbe origine da San Vitale Baganza, territori che appartenevano alla famiglia. Altre ipotesi ancora rimandano alle abitazioni di questa famiglia che si trovavano nei pressi dell'antica chiesa di San Vitale a Parma.
La loro posizione filoguelfa li condusse ad occupare cariche molto importanti in diverse città,  ricevettero poi, Fontanellato nel 1378 da parte di Bernabó Visconti, Signore di Parma, Consignore di Milano, ecc., che aveva occupato i domini che erano stati della famiglia Terzi. I fratelli Giberto e Gianmartino Sanvitale, successivamente, ricevettero l'investitura da parte del Duca Gian Galeazzo Visconti per la contea di Fontanellato.
La famiglia Sanvitale crebbe con tre rami principali, quello di Sala e Colorno, il ramo di Fontanellato e infine quello di Parma.

## Ramo di Sala e Colorno

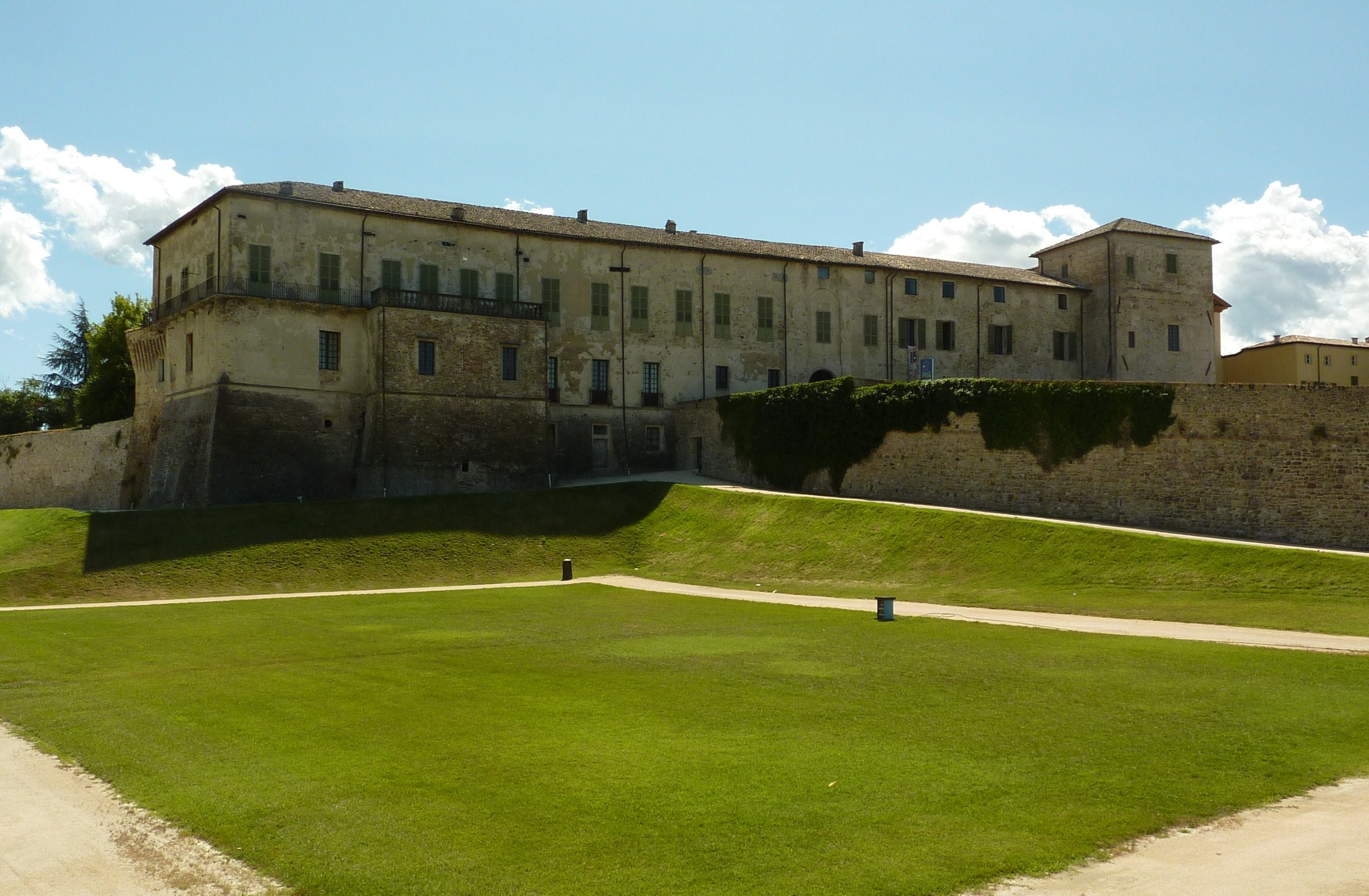
Rocca Sanvitale (Sala Baganza)

Il ramo di Sala viene inaugurato da Tedisio di Guarino Sanvitale, fratello del vescovo di Parma Obizzo, che ebbe dalla dote della moglie Adelmota da Cornazzano, parte del feudo di Sala e di Maiatico. La restante parte l'acquisterà da un parente della moglie, Bernardino Franceschi, nel 1258. I coniugi si insedieranno nella Torre di San Lorenzo in Sala. Nel 1278 Tedisio diventa vicario di Carlo I d'Angiò re di Napoli e, rimasto vedovo, sposa Margherita Fieschi di Codogno. Il figlio Gianquirico sarà spodestato da Andreasio Rossi di San Secondo (della storica dinastia rivale dei Sanvitale) nel 1322.
Ripresi i dominii salesi nel 1355 Bernabò Visconti concede il titolo di Conti di Belforte (un possedimento presso Borgo Val di Taro).

Giberto III sposa nel 1454 Donella de' Rossi di San Secondo, figlia del grande rivale Pier Maria II, e nel 1477 riceve anche il titolo di primo conte di Sala da Gian Galeazzo Maria Sforza di Milano, il quale dà il via libera per ricostruire la torre nelle forme sfarzose ancora parzialmente visibili. Durante l'assenza di Giberto, Amuratte Torelli (congiunto dei Rossi) attacca la Rocca di Sala, ma viene ferito a morte dalla parente Donella, fedele al marito.

Nel 1545 Girolamo I Sanvitale giura fedeltà al nuovo Duca di Parma, Pier Luigi Farnese (figlio di papa Paolo III), che morirà sgozzato e defenestrato vittima a Piacenza di una congiura di nobili il 10 settembre 1547.
Il 5 settembre 1564 il conte di Sala Giberto IV Sanvitale sposa in seconde nozze Barbara Sanseverino, erede del Marchesato di Colorno.

I Sanvitale di Sala (un ramo dei quali era diventato signore di Fontanellato) vengono accusati di congiura contro il duca Ranuccio I Farnese e, condannati, vengono decapitati a Parma il 19 maggio 1612. La congiura si disse ebbe origine dai tentativi di Ranuccio I di occupare il feudo e la villa ducale di Colorno.
Muoiono Gian Francesco e la madre Barbara (nel frattempo rimasta vedova e risposata con Orazio Simonetta, conte di Sissa) con altri nobili parmensi. Il figlio di Gian Francesco viene imprigionato a Borgo Val di Taro, dove sposa Olimpia Cassio e muore di peste.

## Ramo di Fontanellato

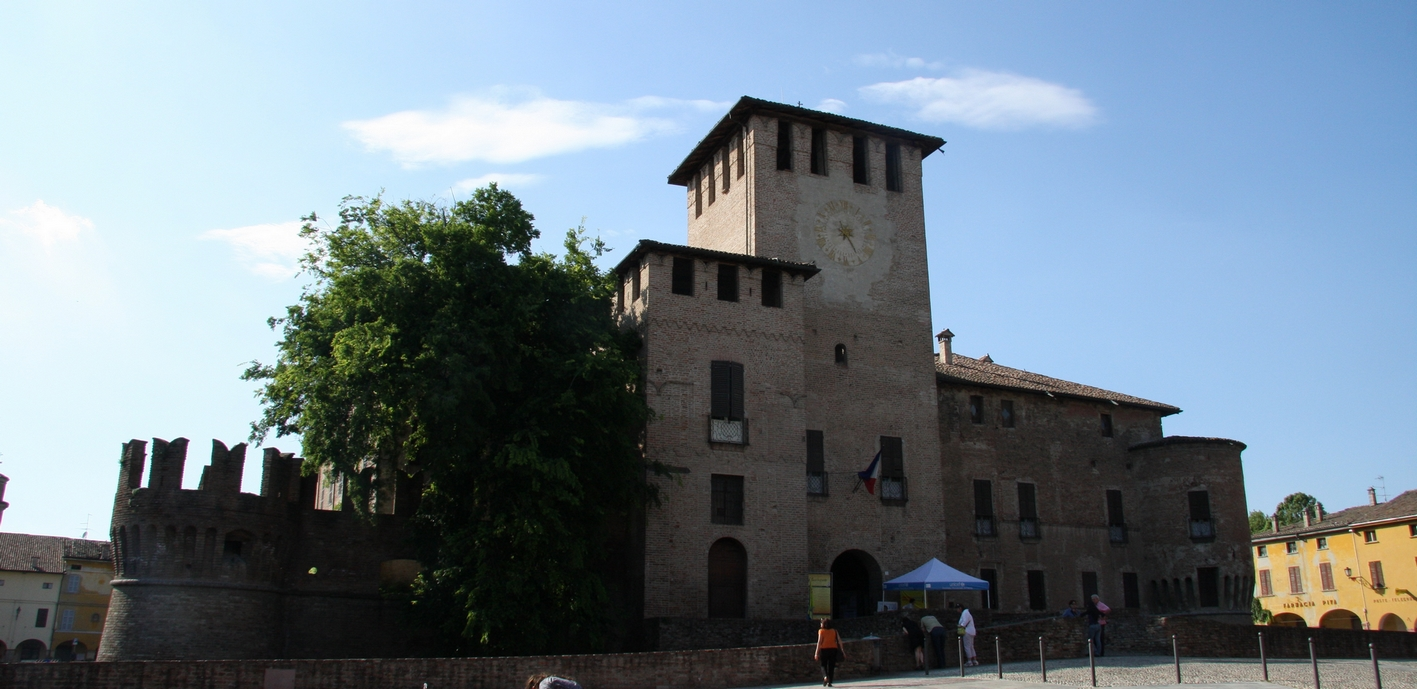
Rocca di Fontanellato

Il ramo di Fontanellato viene inaugurato da Giberto II (1447), figlio di Antonio Sanvitale e Anastasia Rusca.
Mentre Ottavio Farnese riconobbe l'egemonia spagnola in Italia, i Sanvitale, contrari a questa politica, si staccarono dai Farnese e si ritirarono nei propri possedimenti. Nonostante ciò, furono coinvolti nella presunta congiura del 1611-12 in cui persero la vita Barbara Sanseverino, che aveva sposato in prime nozze Giberto Sanvitale.

## Ramo di Parma
Il ramo di Parma diventa importante quando nel 1639 il conte Alessandro II acquista dalla famiglia Cesi un palazzo in borgo Riolo, ora noto come Palazzo Sanvitale. Nel 1688 suo nipote Alessandro III (1645 - 1727) accorpò al palazzo il teatro della Racchetta, che ricevette dal duca Ranuccio II Farnese in cambio di alcuni stabili. Verso la fine del Settecento l'architetto Angelo Rasori ristrutturò e ampliò notevolmente il palazzo, dandogli l'aspetto attuale.

## Membri celebri
- Alberto (1254-1257), vescovo di Parma.
- Obizzo (1257-1295), vescovo di Parma.
- Giovanni Quirico Sanvitale († 1345). Nel 1317, con Rolando de' Rossi, cacciò Giberto da Correggio dalla città di Parma.
- Pier Brunoro Sanvitale (1402-1468), uomo d'armi.
- Alfonso I Sanvitale (1530-1555), paggio dell'Imperatore Ferdinando I d'Asburgo.
- Gian Galeazzo (1496-1550), fu signore di Fontanellato dal 1511. Sposò Paola Gonzaga e durante il suo governo la Rocca Sanvitale divenne il centro di un'intensa attività artistica e culturale, il Parmigianino vi eseguì i suoi primi lavori. Combatté contro i Rossi per il controllo di Parma. Ebbe numerosi figli, tra cui Eucherio (1523-1576), che fu vescovo di Viviers e a cui è intitolato il palazzetto Eucherio Sanvitale nel Parco Ducale di Parma.
- Giberto Sanvitale († 1585), Cameriere segreto di Papa Paolo III.
- Paolo Sanvitale († 1600), Vicario generale di San Pietro, e Vescovo di Spoleto
- Alessandro I Sanvitale († 1571), Gentiluomo di camera di Emanuele Filiberto dal 1562, fu ucciso alla Battaglia di Lepanto.
- Ottavio Sanvitale († 1589), nel 1566 fu Paggio e Gentiluomo di camera di Emanuele Filiberto; colonnello militare, corse in aiuto a Carlo IX di Francia contro gli Ugonotti, dove divenne consigliere di Guerra. Nel 1585 accompagnò il duca Carlo Emanuele I in Spagna in occasione delle sue nozze, dove fu decorato all'Ordine della Santissima Annunziata.
- Alfonso II Sanvitale (1573-1612), figlio di Ottavio. Fu condannato a morte da Ranuccio I Farnese con l'accusa di far parte della Congiura dei feudatari.
- Alessandro II Sanvitale (1573-1646). Nel 1639 acquistò il Palazzo Sanvitale di Parma.
- Federico Sanvitale, cavaliere dell'Ordine di Malta dal 1582.
- Galeazzo (1566-1622), Cameriere d'onore di Sisto V, e Maggiordomo di Gregorio XV.
- Piermaria Sanvitale († 1635), Alfiere di una compagnia di Gentiluomini della Guardia Ducale di Odoardo I Farnese.
- Luigi Pio Sanvitale († 1664), Capitano delle lance della guardia ducale di Ranuccio II Farnese, nel 1660 incontrò Cristina di Svezia per presentare a Margherita Violante di Savoia i doni del duca.
- Federico Sanvitale († 1693), Maestro di Camera del duca Ranuccio II, morì a 77 anni.
- Carlo Sanvitale, Cavaliere Gerosomitano, Maestro di camera di Francesco Farnese.
- Antonio Francesco Sanvitale (1660-1714), cardinale.
- Luigi Sanvitale. Eletto da Francesco Farnese nel 1718 gran contestabile dell'Ordine Costantiniano di San Giorgio.
- Giacomantonio Sanvitale, eletto nel 1741 da Antonio Farnese membro del consiglio di Reggenza.
- Alessandro Sanvitale, Gentiluomo di camera di Filippo I di Parma.
- Vittorio Amadeo Sanvitale, Cavaliere Gerosomitano, fu Gentiluomo di camera e capitano delle Guardie ducali del Duca di Parma.
- Stefano Sanvitale (1764-1838), primo Maire (sindaco) di Parma nel 1806, divenne Gran Ciambellano della duchessa Maria Luigia. Nel 1801 fondò la Casa d'Educazione a Fontanellato ed ebbe la presidenza della Società Economica Agraria.
- Jacopo Sanvitale (1786-1867), poeta e professore di eloquenza all'Università degli studi di Parma, fu incarcerato come appartenente alla Carboneria nel 1822. Nel 1831 fu membro del governo provvisorio e poi esule in Francia e a Genova. Fu tra i firmatari dell'atto di annessione del ducato di Parma all'Italia.
- Luigi Sanvitale (1799-1876), sposò Albertina di Montenuovo, figlia della duchessa Maria Luigia. Nel 1848, in seguito alla cacciata dei Borbone, fu presidente del governo provvisorio di Parma. Nel 1860 fu nominato senatore del Regno d'Italia.
- Giovanni Sanvitale (1872-1951), unico figlio maschio di Alberto (1834-1907), primogenito di Luigi, cedette la Rocca Sanvitale al comune di Fontanellato nel 1948, e nel 1951, con la sua morte a 73 anni, concluse la discendenza della famiglia Sanvitale del ramo di Fontanellato.

## Stemma

Blasone dei Sanvitale

Lo scudo bianco attraversato da banda rossa è sovrastato da una coppia di grifoni. Questo essere mitologico, insieme dell'aquila e del leone, è portatore di entrambi i valori di cui le due creature sono simbolo: arguzia e coraggio, due virtù che la famiglia dei Sanvitale riteneva essere quelle fondamentali per un buon governo. Tra i due grifoni si innalza una colonna che sorregge una sfera metafora del mondo, sulla quale, in alcuni documenti, è collocata una donna identificabile come Nike, la dea della vittoria.